# Natalievca
Natalievca è un comune della Moldavia situato nel distretto di Fălești di 2.231 abitanti al censimento del 2004

## Località
Il comune è formato dall'insieme delle seguenti località (popolazione 2004):
- Natalievca (565 abitanti)
- Beleuți (231 abitanti)
- Comarovca (288 abitanti)
- Ivanovca (19 abitanti)
- Popovca (981 abitanti)
- Țapoc (147 abitanti)

Ivanovca è l'unica località della Moldavia a non avere abitanti di etnia moldava. Infatti dei 19 abitanti, 14 sono di etnia russa e 5 di quella ucraina 